# Feira Internacional do Livro de Guadalajara

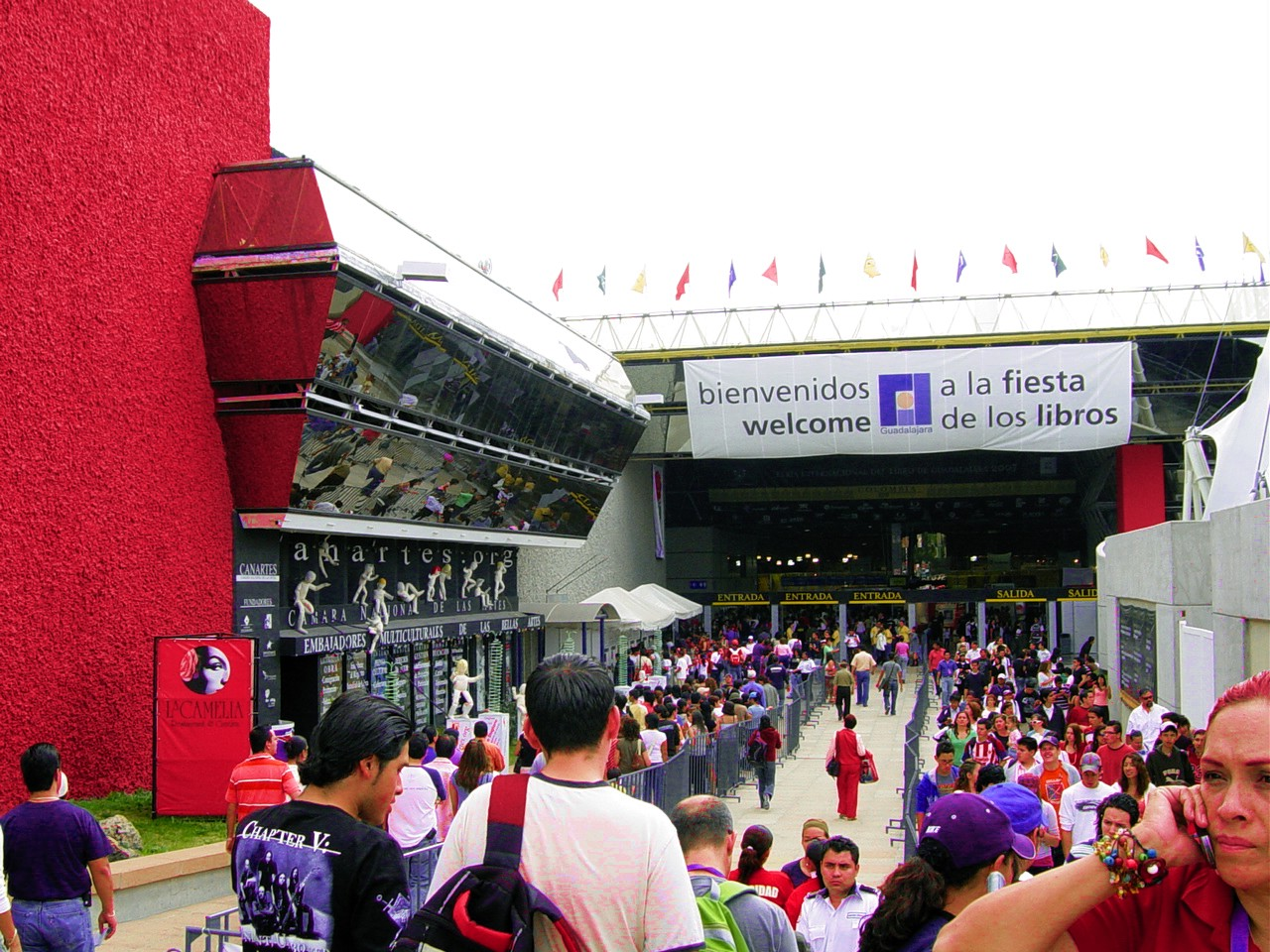
Entrada principal da feira em 2007.

A Feira Internacional do Livro de Guadalajara, no México, melhor conhecida como a FIL, é o evento anual mais importante de seu tipo no mundo de fala hispana, e a segunda maior feira de livros do mundo após a Feira do Livro de Frankfurt, em Alemanha.
Criada em 1987, a FIL é organizada pela Universidade de Guadalajara e realiza-se anualmente a partir do último sábado de novembro e durante nove dias, na cidade de Guadalajara, México como principal sede da Expo Guadalajara em onde se realiza.
O objectivo da FIL é conseguir que os profissionais do livro (agentes de direitos, bibliotecários, revendedores, editores, escritores, ilustradores, livreiros, promotores da leitura, scouts e tradutores, entre outros) e expositores assistentes encontrem um ambiente de negócios óptimo, e um público leitor ávido de conhecer a seus autores e adquirir as novidades mais recentes do mercado.
Em novembro de 2021, a FIL foi condecorada com a insígnia da Ordem de Rio Branco pelo governo brasileiro.

## Países ou zonas culturais convidadas
Desde 1993 a FIL tem um país ou zona como convidado de honra, para que mostre o melhor de sua produção literária e cultural.
| Ano  | Zona cultural convidada de honra |
| ---- | -------------------------------- |
| 1993 | Colômbia                         |
| 1994 | Novo México, Estados Unidos      |
| 1995 | Venezuela                        |
| 1996 | Canadá                           |
| 1997 | Argentina                        |
| 1998 | Porto Rico                       |
| 1999 | Chile                            |
| 2000 | Espanha                          |
| 2001 | Brasil                           |
| 2002 | Cuba                             |
| 2003 | Quebec, Canadá                   |
| 2004 | Cataluña, Espanha                |
| 2005 | Peru                             |
| 2006 | Andaluzia, Espanha               |
| 2007 | Colômbia (2.ª vez)               |
| 2008 | Itália                           |
| 2009 | Los Angeles, Estados Unidos      |
| 2010 | Castilla e León, Espanha         |
| 2011 | Alemanha                         |
| 2012 | Chile (2.ª vez)                  |
| 2013 | Israel                           |
| 2014 | Argentina (2.ª vez)              |
| 2015 | Reino Unido                      |
| 2016 | América Latina                   |
| 2017 | Madri                            |
| 2018 | Portugal                         |